# Grégory Besson-Moreau
Grégory Besson-Moreau, né le 7 juillet 1982 à Brou-sur-Chantereine (Seine-et-Marne), est un homme politique français membre de La République en marche. Il est député de la première circonscription de l'Aube du 21 juin 2017 au 21 juin 2022, 

## Biographie

### Jeunesse et vie privée
Grégory Besson-Moreau grandit près de Coulommiers, en Seine-et-Marne. 
Il est père de deux enfants, d'une précédente union et est en couple avec Aurore Bergé. Leur fille, Victoire, est née en 2022.

### Carrière professionnelle
Grégory Besson-Moreau a d’abord travaillé dans plusieurs grandes entreprises d’installations électriques, avant de créer en 2005 son bureau d’études. En 2015, il fonde la société Énergie IP, une start-up spécialisée dans le domaine du bâtiment et des objets connectés.

### Élections législatives de 2017
Au lendemain de l’élection présidentielle de 2017, Grégory Besson-Moreau est investi par La République en marche ! pour être candidat issu de la société civile aux élections législatives dans la première circonscription de l'Aube.
Accusé de parachutage car il réside à Montreuil (Seine-Saint-Denis), Besson-Moreau se défend en mettant en avant sa maison à La Chaise, dans l’Aube.
Grégory Besson-Moreau arrive en tête du premier tour avec 29,86 % des voix, devant le sortant Nicolas Dhuicq (25,69 %) et le candidat du Front national Bruno Subtil (24,89 %). Pendant la campagne, il reçoit les visites de soutien des ministres Jacques Mézard (Agriculture et Alimentation) et Gérald Darmanin (Action et Comptes publics). Le 7 juin 2017, il reçoit le soutien direct du nouveau Premier ministre Édouard Philippe.
Le 18 juin 2017, la première circonscription de l’Aube est le théâtre de l’unique triangulaire du second tour des législatives,. Il est élu député de la première circonscription de l'Aube avec 36,46 % des suffrages (contre 35,30 % pour Nicolas Dhuicq et 28,24 % pour Bruno Subtil),.

### Député de l'Aube
Le 21 mars 2018, Grégory Besson-Moreau a été nommé rapporteur de la commission d’enquête parlementaire « Lactalis », mise en place à la suite de la contamination par des salmonelles d’enfants âgés de moins de 6 mois par des lots de laits infantiles fabriqués dans l'usine Lactalis à Craon. Il rend son rapport le 18 juillet 2018 préconisant certaines mesures comme le renforcement des sanctions pénales et financières des dirigeants de l'agroalimentaire.
Candidat aux élections régionales de 2021 dans le Grand Est sur la liste de la ministre déléguée à l'Insertion Brigitte Klinkert, il est tête de liste dans l'Aube.
Lors du premier tour des législatives de 2022, il arrive derrière Jordan Guitton, candidat de 27 ans du Rassemblement national. Le deuxième tour est gagné par ce dernier avec 53,89 % des suffrages exprimés, dans une élection marquée par un taux d'abstention de 50,77 %.

### Travaux parlementaires
Il a été rapporteur de la commission d’enquête sur la situation et les pratiques de la grande distribution et de ses groupements dans leurs relations commerciales avec les fournisseurs,,,
Il a aussi été auteur et rapporteur de la loi de protection de la rémunération des agriculteurs dite Egalim2,,,

## Prises de position

### Prison de Clairvaux
En 2018, Grégory Besson-Moreau demande au gouvernement de revenir sur la fermeture en 2022 de la maison centrale de Clairvaux, située dans sa circonscription[source insuffisante], décidée en avril 2016 par le ministre de la Justice Jean-Jacques Urvoas. Reçu à l’Élysée le 3 mars 2018 par le directeur de cabinet du président de la République, Grégory Besson-Moreau demande un arbitrage présidentiel après que le Premier ministre, Édouard Philippe, a confirmé, le 18 janvier 2018, que la maison centrale serait bien fermée. Il déclare en septembre 2017 que l'unité dans le département de l'Aube est une nécessité pour mener à bien un vrai plan de reconversion.

### CETA
En 2017, l'accord de libre échange CETA est présenté au parlement. Selon ses défenseurs, il aidera à renforcer l'économie française.
Il est cependant critiqué par les agriculteurs français, et par Nicolas Hulot. Le texte fracture comme jamais auparavant l'Assemblée nationale. Grégory Besson-Moreau se dit favorable au CETA et vote en sa faveur.